# Prisma dodecagonal
En geometría, el prisma dodecagonal es el décimo elemento de un conjunto infinito de prismas, figuras formadas por doce caras laterales cuadrangulares y dos bases paralelas e iguales con forma de dodecágono. Si todas las caras son polígonos regulares es un prisma uniforme, una clase de poliedro uniforme.

## Figura de vértices

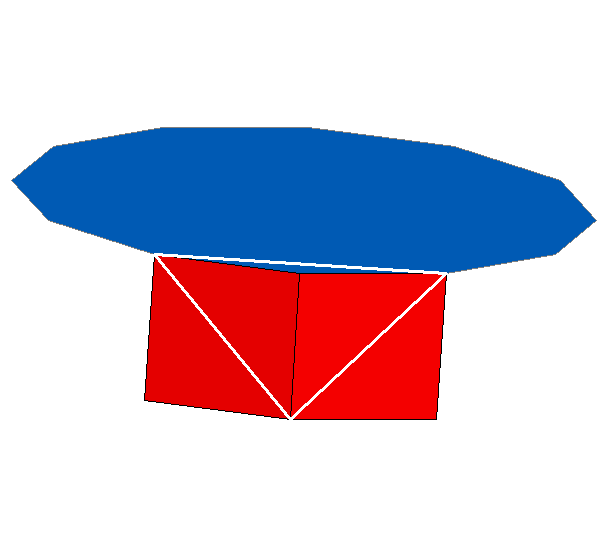
Figura de vértices

En cada vértice del prisma coinciden dos caras cuadradas y una de las dos bases dodecagonales:

## En otros campos
Se utiliza en la construcción de dos panales uniformes prismáticos:
| · Panal prismático triangular-hexagonal omnitruncado · | · Panal prismático hexagonal truncado · |

La moneda de una libra esterlina, que entró en circulación en marzo de 2017, tiene forma de prisma dodecagonal.

## Poliedros relacionados
| Familia de prismas n-gonales uniformes | Familia de prismas n-gonales uniformes | Familia de prismas n-gonales uniformes | Familia de prismas n-gonales uniformes | Familia de prismas n-gonales uniformes | Familia de prismas n-gonales uniformes | Familia de prismas n-gonales uniformes | Familia de prismas n-gonales uniformes | Familia de prismas n-gonales uniformes | Familia de prismas n-gonales uniformes | Familia de prismas n-gonales uniformes | Familia de prismas n-gonales uniformes | Familia de prismas n-gonales uniformes | Familia de prismas n-gonales uniformes |
| Nombre                                 | Prisma digonal                         | (Trigonal) Prisma triangular           | (Tetragonal) Prisma cuadrado           | Prisma pentagonal                      | Prisma hexagonal                       | Prisma heptagonal                      | Prisma octogonal                       | Prisma eneagonal                       | Prisma decagonal                       | Prisma endecagonal                     | Prisma dodecagonal                     | ...                                    | Prisma apeirogonal                     |
| -------------------------------------- | -------------------------------------- | -------------------------------------- | -------------------------------------- | -------------------------------------- | -------------------------------------- | -------------------------------------- | -------------------------------------- | -------------------------------------- | -------------------------------------- | -------------------------------------- | -------------------------------------- | -------------------------------------- | -------------------------------------- |
| Imagen                                 |                                        |                                        |                                        |                                        |                                        |                                        |                                        |                                        |                                        |                                        |                                        | ...                                    |                                        |
| Imagen teselado esférico               |                                        |                                        |                                        |                                        |                                        |                                        |                                        |                                        |                                        |                                        |                                        | Imagen teselado plano                  |                                        |
| Conf. vértices                         | 2.4.4                                  | 3.4.4                                  | 4.4.4                                  | 5.4.4                                  | 6.4.4                                  | 7.4.4                                  | 8.4.4                                  | 9.4.4                                  | 10.4.4                                 | 11.4.4                                 | 12.4.4                                 | ...                                    | ∞.4.4                                  |
| Diagrama de Coxeter-Dynkin             |                                        |                                        |                                        |                                        |                                        |                                        |                                        |                                        |                                        |                                        |                                        | ...                                    |                                        |